# 陳覧
陳 覧（ちん らん、チャン・ラム、ベトナム語：Trần Lãm / 陳覽、生年不詳 - 大宝10年（967年））は、ベトナム十二使君の一人。陳明公（チャン・ミン・コン、ベトナム語：Trần Minh Công / 陳明公）とも称された。

## 生涯
先祖は広東の出身。布海口（現在のタイビン省タイビン）を拠点とした。呉昌文が古螺に戻る前に兵を挙げた。丁部領は陳覧が有徳の人で後継者がいないのを聞いて、長男の丁璉と共に陳覧を頼ってきた。陳覧は丁部領の容貌が魁奇なのを見て器量を見抜いて養子とし、丁部領が他の群雄を攻める時には兵を授けた。陳覧の死後は丁部領がその勢力を引き継いだ。